# 对趾足
對趾足，又稱對生趾(Zygodactyl)，此種鳥類的腳趾兩趾向前兩趾向後的排列方法為對生趾，通常是樹棲性的鳥類擁有對生趾，以方便在樹枝間攀爬，例如啄木鳥、貓頭鷹、杜鵑、鸚鵡以及部分的雨燕。台灣特有種五色鳥就是對生趾之一的鳥種。